# Anida
Anida (constituida en 2008 como sucesora de BBVA Propiedad) es la división inmobiliaria del Grupo BBVA. Se trata de uno de los mayores grupos del país, con un activo bruto superior a los 5.000 millones de euros. Uno de los más importantes activos es la participación mayoritaria de Anida en la Operación Chamartín en Madrid, así como la participación del 10,641% en la cotizada Metrovacesa.

## Divisiones
El grupo cuenta con una división promotora denominada Anida Desarrollos Inmobilarios, S.L., así como otras filiales agrupadas en torno a Anida Operaciones Singulares, S.A. y otras sociedades extranjeras.

## Historia
- En 2015 Anida constituye una sociedad conjunta con la promotora Insur para desarrollar promociones en Málaga y Sevilla.[4]
- En 2016 se constituye una joint venture con Inveravante, la inmobiliaria de Manuel Jove.[5]
- En 2016 Anida fue demandada por Grupo Barada, que exigía 60 millones de euros por incumplimiento de contrato en la sociedad conjunta que ambos grupos mantenían para el desarrollo de viviendas mediante la entidad Inensur Brunete, S.L., constituida en 2003.[6]
- En 2017 BBVA se plantea la venta del grupo a fondos de capital riesgo[1].
- En 2020 Anida sufre un importante deterioro fruto de la caída en el precio de las acciones de Metrovacesa[3]
- En 2022 Insur adquire la participación de Anida en la sociedad conjunta, que ya ha desarrollado hasta 1.500 viviendas.[7]